# 미수동
미수동(美修洞)는 대한민국 경상남도 통영시의 행정동이다. 통영대교, 한려수도 조망 케이블카, 산양관광도로 등 미륵도 관광코스의 관문이다. 통영의 제일의 횟집단지를 비롯한 해저터널, 해양관광공원 등 관광자원이 풍부하다. 선금산의 수려한 자연경관과 체육공원, 수변산책로, 약수터 등 시민에게 휴식을 제공하는 웰빙공간이자, 청정해역 수산물 가공업체 지역으로 주민소득 증대에 기여하고 있다.

## 연혁
미수동은 「독오지리(禿吾之里)(1780년대)」 또는 「禿吾皮 (1860년대)」라 하였다. 이곳은 광바구 끝에서 보디섬가지의 해안선이 마치 활과 같이 생겼다하여 활과 활시위를 연결한 고자 맨 것이 닿는 곳인 도고지, 그리고 이곳에 붙여놓은 가죽을 도고피라고 하는바 이도고지와 도고피를 단순히 한자로 옮겨 표기한 것으로 보인다. 그 후 1900년의 행정 개편 때 「미오동(美吾洞)」이라 하였다. 민간인에게 구전되어 오기는 「독오지」에서 「미오지」로 불려져 오다가 「미우지」로 음이 변하여 지금까지 불리어지고, 1914년 미오동과 지금의 미수2동인 남수동(南修洞)을 합동(合洞)하여 미수리(美修里)라 불리어지게 되었다. 또한 세포고개(가는개고개)는 미수1동과 신앙읍을 경계짓는 고개인데, 옛날 미수1동 마으을 「미우지」라 하여 이곳을 「미우지고개」라 불렀다. 구 미수1동의 선금산(仙錦山) 중턱에는 큰 바위 두개가 있는데 아래 위로 붙어 마치 맷돌처럼 생겼다 하여 맷돌바구라 부른다. 골짜기로는 선금산 폭포 아래의 골짜기를 물뱅이골이라고 하며 또 이를 「빙암곡」(氷岩谷), 「어름박골」 이라고도 한다. 가지밭이 있었다하여 「까치박골」이라 불리는 골짜기가 있는데 이는 「어름박골」서쪽에 있다. 미우지 약천이라 하여 옛 미수1동 현금산 아래 미우지마을에 있는 우물인데 옛 문헌에는 「빙암약천」이라 한다.

## 관광
- 통영대교
- 한려수도 조망 케이블카

## 교육
- 진남초등학교